# Tysklands Kommunistiske Parti
Tysklands Kommunistiske Parti (tysk: Kommunistische Partei Deutschlands, KPD) var et tysk, kommunistisk, politisk parti, der eksisterede fra 1919 til 1968. I Østtyskland blev det i 1946 lagt sammen med SPD til dannelsen af SED. Partiet opstod af en samling af flere forskellige venstrerevolutionære grupper, der forenedes i løbet af Novemberrevolutionen 1918.
KPD definerede sig hovedsageligt som et alternativ til det andet store tyske arbejderparti, socialdemokratiet, som søgte samarbejde med også borgerlige partier. KPD´s mål var fra begyndelsen en total omvæltning af samfundets struktur og indførelsen af proletariatets diktatur. Den indstilling affødte en noget lunken holdning til Weimarrepublikkens parlamentariske system. Forbilledet var for de fleste kommunister den nyoprettede stat, Sovjetunionen, der under Lenins ledelse blev det første kommunistiske land i verden. KPD var medlem af den af Lenin oprettede internationale sammenslutning for kommunistiske og socialistiske partier, Komintern eller Tredje Internationale.

## Grundlæggelsen af KPD 1914-1918
KPD blev grundlagt under en konference afholdt af det socialistisk-revolutionære Spartakusbund, hvor forskellige venstreorienterede grupperinger, der alle havde været aktive i Novemberrevolutionen 1918, forenede sig i ét parti. Spartakusbund oprettet af tidligere SPD-medlemmer, der var så utilfredse med SPD´s samarbejde i Rigsdagen med de borgerlige partier under 1. verdenskrig, at de valgte at danne de de uafhængige socialdemokrater. Dette skridt var hovedsageligt blevet taget af Rosa Luxemburg og Karl Liebknecht, der også kom til at præge det nyoprettede kommunistiske parti.
Under krigen steg utilfredsheden med de hårde vilkår, som kejserens krig mod nabolandene begyndte at skabe for den tyske befolkning, og i marts 1917 kom det for første gang til større strejker i landet. I løbet af 1918 steg de i antal, og de yderligtgående venstrefløjspartier, der kæmpede for en hurtig fredsslutning og bedre forhold for arbejder- og underklassen, fik medvind. I krigens sidste fase benyttede mange af disse organisationer det almindelige opbrud til at forsøge at gennemføre en socialistisk revolution i Tyskland efter sovjetisk forbillede. Det lykkedes dog SPD at sætte sig i spidsen for denne revolutionære bevægelse, og de kunne derfor den 9. november udråbe republikkens grundlæggelse. De næste mange måneder var præget af indædte kampe mellem KPD og SPD om, hvordan den nye republik skulle indrettes. SPD fik hjælp af et stort antal højreorienterede Freikorps til bekæmpelse af deres socialistiske kolleger.
Denne oplevelse lagde i KPD kimen til et indædt had til SPD, der blev set som borgerskabets lakajer.

## 1918-1933
KPD blev præget af debatten om det parlamentariske system og forholdet til SPD. Mod Rosa Luxemburgs opfordring valgte partiet i 1919 at lægge sig fast på en konfrontatorisk linje mod både SPD og Weimarrepublikkens parlamentariske system. Boykotten af valgene de første par år gav i starten KPD en stadig mere ubetydelig rolle. KPD troede, at opbakningen til sagen var større, end den viste sig at være, og det besluttede derfor i 1920 at deltage i det parlamentariske system, dog uden at anerkende det. Det første rigsdagsvalg i 1920 gav partiet 2,1 % af stemmerne, men da de uafhængige socialdemokrater (USPD), der med 17,9 % af stemmerne havde fået et kanonvalg, besluttede at lægge sig sammen med KPD, voksede KPD´s indflydelse markant, og medlemstallet steg med ét til over 300.000. De mange nye USPD-medlemmer lagde en vis dæmper på de mest radikale og voldsomme af KPD´s medlemmer.
I 1924 blev Ernst Thälmann valgt til formand for KPD, og dermed blev der ført en stringent stalinistisk linje. Han blev arresteret af Gestapo i 1933 og blev holdt isolationsfængslet, indtil han blev skudt i 1944 i kz-lejren Buchenwald.

## 1933-1945
Allerede før Hitlers magtovertagelse blev KPD forbudt efter Rigsdagsbranden. De medlemmer af partiet, der ikke nåede at flygte, blev sat i de nye koncentrationslejre. Resten gik i skjul, i eksil eller tog til Sovjetunionen. Mange af KPD´s flygtede politikere arbejdede under krigen for Sovjetunionen i kampen Nazi-Tyskland. Bl.a. den senere leder af Sozialistische Einheitspartei Deutschlands (forkortet SED) Walter Ulbricht.

## Efter krigen
Centrum for opbygningen af KPD blev ledet fra det sovjet-kontrollerede Østberlin, hvorfra Walter Ulbricht dygtigt styrede organiseringen. Den 21. april blev SPD i Østtyskland indlemmet i KPD. Det nye tvangsægteskab kom til at hedde SED, Sozialistische Einheitspartei Deutschlands, og opfyldte dermed en gammel drøm om en samlet socialistisk og antifascistisk blok på sovjetiske betingelser. 
KPD fortsatte med at eksistere i Vesttyskland, men havde svært ved at opnå opbakning. Grunden var det indgroede had til Sovjetunionen og kommunismen, som havde overlevet krigen. Samtidig havde sovjetternes voldsomme fremfærd i de østpreussiske provinser skræmt mange fra partiet. De opfattede det kommunistiske KPD som synonymt med Sovjetunionen, hvilket ikke var helt forkert, da partiet fik sine ordrer fra Moskva. I 1956 blev KPD forbudt af den tyske forfatningsdomstol for at være et parti, der ville undergrave den nye demokratiske forfatning, Grundgesetz.
Partiet KPD fortsatte sit arbejde i det skjulte i Vesttyskland indtil 1968, hvor det blev splittet op i nye fraktioner og dermed reelt ophørte at eksistere.